# Stecchericium abditum
Stecchericium abditum är en svampart som beskrevs av Maas Geest. 1976. Stecchericium abditum ingår i släktet Stecchericium och familjen Bondarzewiaceae.   Inga underarter finns listade i Catalogue of Life.